# Ana Botafogo
Ana Maria Botafogo Gonçalves Fonseca (Rio de Janeiro, 9 de julho de 1957) é uma bailarina e atriz brasileira.
Ana começou a estudar em sua cidade natal e a dançar profissionalmente na França, no Ballet de Marselha. Frequentou ainda a Academia Goubé na Sala Pleyel, em Paris, a Academia Internacional de Dança Rosella Hightower, em Cannes e o Dance Center-Covent Garden, em Londres.
Desde 1981 é a primeira-bailarina do Theatro Municipal do Rio de Janeiro já tendo se apresentado na Europa, América do Norte, América Central e América do Sul.
Estreou no Municipal com o balé Coppélia, o que abriu portas para novos convites internacionais. Fez uma participação especial como atriz em Páginas da Vida, telenovela das oito da Rede Globo, escrita por Manoel Carlos, no papel de filha de Tarcísio Meira e Glória Menezes.

## Percurso
Ana Botafogo é, sem dúvida, o principal nome da dança clássica brasileira. Carioca, torce para o Fluminense. Começou a fazer iniciação musical e a dançar aos seis anos de idade com a bailarina do Theatro Municipal do Rio de Janeiro Luciana Bogdanish.
Na França, para onde se mudou, Ana começou sua carreira profissional, participando de festivais por toda a Europa. Após um outro período morando em Londres, ela veio ao Brasil e participou de um concurso que fez dela a Primeira Bailarina do Theatro Municipal do Rio de Janeiro, já tendo dançado, desde então, clássicos do ballet como A Bela Adormecida, O Quebra-Nozes, Giselle, Romeu e Julieta, La Sylphide, Dom Quixote, La Bayadéré, O Lago dos Cisnes e Onegin entre outros.
A estreia como atriz veio em 2006 com Páginas da Vida, de Manoel Carlos. Na novela da Rede Globo, Ana viveu Elisa, uma ex-bailarina.

## Filmografia

### Televisão
| Ano     | Título              | Papel                                   | Notas | Ref.  |
| ------- | ------------------- | --------------------------------------- | ----- | ----- |
| 1996    | Não Fuja da Raia    | Andrea                                  |       |       |
| 2005-25 | Dança dos Famosos   | Jurada Técnica                          |       | [ 4 ] |
| 2006    | Páginas da Vida     | Elisa Fragoso Martins de Andrade Telles |       | [ 5 ] |
| 2009    | Viver a Vida        | Ela mesma                               |       |       |
| 2015    | Malhação Sonhos     | Ela mesma                               |       | [ 6 ] |
| 2020    | Salve-se Quem Puder | Ela mesma                               |       | [ 7 ] |